# Wundschuh
Wundschuh là một đô thị thuộc huyện Graz-Umgebung bang Steiermark, nước Áo. Đô thị Wundschuh có diện tích 12,75 km², dân số thời điểm cuối năm 2008 là 1502 người.